# Spatial Data Infrastructure
Een Spatial Data Infrastructure (SDI), ook wel geodata-infrastructuur, ruimtelijke data-infrastructuur of in Vlaanderen geografische data-infrastructuur (GDI) genoemd, is een gegevensinfrastructuur voor het inwinnen, verwerken, delen, gebruiken, beheren en opslaan van geodata in gezamenlijke relatie tot metadata, gebruikers, technologie, beleid, standaarden en toepassingen. Deze zijn middels service-oriëntatie interoperabel met elkaar verbonden zodat geodata flexibel en efficiënt kan worden uitgewisseld en gedeeld. SDI gaat daarmee over een gezamenlijke set van afspraken over technische standaarden, institutionele regelingen en beleid om het mogelijk te maken om geodata beter vindbaar en bewerkbaar te maken voor andere doeleinden dan waarvoor het oorspronkelijk gemaakt werd. Feitelijk bestaat het uit het beleid, de standaarden en de techniek die ervoor zorgen dat gebruikers op een goede manier geodata (gegevens) kunnen uitwisselen. 
In vervolg op de opkomst van zaken als sensordata, kunstmatige intelligentie, machinaal leren, cloudcomputing, mobiel werken en het internet der dingen wordt tegenwoordig ook gekeken naar het doorontwikkelen van SDI's tot een Geodata Kennis Infrastructuur (GKI) voor toepassing in bredere vraagstukken.

## Uitgangspunten
Een belangrijke uitgangspunt is dat gegevens en metadata niet centraal beheerd moeten worden, maar door de bronhouder en/of eigenaar van de gegevens zelf. Binnen Nederland wordt dit bevragen bij de bron genoemd. Een ander uitgangspunt is dat toepassingen en diensten via computernetwerken verbinding maken met de verschillende bronnen. Een geografisch informatiesysteem (GIS) is vaak het platform voor het implementeren van een individueel knooppunt binnen een SDI. Om deze doelstellingen te bereiken is een goede afstemming nodig tussen alle actoren en is het definiëren van normen erg belangrijk. Zo moet er bij interoperabiliteit bijvoorbeeld zowel rekening worden gehouden met de syntactische interoperabiliteit (de mogelijkheid om gegevens via verschillende bestandsformaten uit te wisselen) als de semantische interoperabiliteit (informatie op dezelfde wijze betekenis geven tussen systemen).
Afspraken over metadata zijn binnen SDI van groot belang. De gebruiker moet door de metadata via de onderstaande vragen eenvoudig geodata op de juiste wijze kunnen ophalen, hergebruiken, delen en beheren:
- wie: welke bronhouder, contactgegevens, betrouwbaarheid
- wat: in welk GIS-bestandsformaat, in welk (geprojecteerd) coördinatenstelsel, welke datakwaliteit, via welke standaarden, welke actualiteit (hoe oud zijn de gegevens), waarvoor bruikbaar en waarvoor juist niet, welke gebruiksvoorwaarden
- waar: op welke locatie (via een catalog service of Product-Diensten catalogus zoals een geo-portaal)
- hoe: toegankelijkheid
- waarom: hoe/in het kader waarvan gemaakt, eventuele historie

Binnen het denken over SDI speelt de discussie of en hoe er wel of niet voor de toegang tot geodata betaald moet worden. Vaak gaat het om overheidsgegevens, waarvoor al met belastinggeld betaald is. In veel landen speelt een trend naar open data om deze data zo breed mogelijk en zonder beperkingen op een goede manier beschikbaar te stellen om zo transparant te kunnen zijn en de economie en ontwikkeling te kunnen stimuleren. Het hosten en uitwisselen van geodata kost echter geld. Dit kan indirect worden doorbelast aan de gebruikers via belastingen, maar als bepaalde grootafnemers voor onevenredige kosten zorgen wordt vaak gekeken naar andere constructies (cost recovery models). 
Bepaalde data kan daarnaast niet zomaar vrijgegeven worden vanwege privacybeperkingen ((herleidbaar tot) persoonsgegevens) of veiligheidsrisico's, waardoor extra toegangsmaatregelen nodig zijn. Door de groei van informatie en het steeds preciezer worden van de data (zoals beeldmateriaal als luchtfoto's, oblieken en straatpanorama's) speelt ook mee dat er goed dient te worden gelet op wanneer de privacy in het geding kan zijn. Soms moeten bijvoorbeeld privacygevoelige beeldgegevens verpixteld worden alvorens deze aan gebruikers beschikbaar kunnen worden.

## Voorbeelden
Vanwege zijn aard (omvang, kosten, aantal interactoren) is een SDI meestal verbonden aan een overheid. Voorbeelden van SDI's zijn de Amerikaanse National Spatial Data Infrastructure (NSDI; sinds 2002), INSPIRE van de Europese Unie (sinds 2007) en de United Nations Spatial Data Infrastructure (UNSDI; in oprichting) voor 30 VN-fondsen, programma's, agentschappen en lidstaten. 
Binnen Nederland maakt Geonovum zich hier sterk voor. Als basis hiervoor wordt de pas toe of leg uit-lijst gebruikt met toepassing van INSPIRE en het basismodel geo-informatie (NEN 3610). Via het geoportaal PDOK wordt geo-informatie beschikbaar gesteld via het nationaal georegister.

## Softwarestandaarden
Een SDI moet het voor een gebruiker mogelijk maken om ruimtelijke gegevens te kunnen vinden en ophalen uit een gegevensopslagplaats. Vaak is het ook wenselijk dat de gegevenseigenaar ook in staat is om ruimtelijke gegevens bij te werken aan de bron. Daarom zijn de basissoftwarecomponenten van een SDI: 
- Softwareclient: om ruimtelijke gegevens te tonen, op te vragen en te analyseren. Bijvoorbeeld een internetbrowser of een desktop-GIS;
- Catalogusservice: voor het vinden, doorzoeken en opvragen van metadata of ruimtelijke services, ruimtelijke datasets en andere bronnen;
- Ruimtelijke gegevens-service: om de gegevens via internet te kunnen overdragen;
- Verwerkingsservices: voor de omzetting van bijvoorbeeld datums en projecties (coördinatentransformatie) of de omzetting van kadastrale metingen en verzoeken van eigenaren tot kadastrale documenten;
- (Ruimtelijke) dataopslag: om data op te slaan, bijvoorbeeld een ruimtelijke database;
- GIS-software (client of desktop): om ruimtelijke gegevens te creëren en te bewerken.

Naast deze softwarecomponenten zijn er diverse (internationale) technische standaarden nodig die interactie tussen de verschillende softwarecomponenten mogelijk maken. Daartoe behoren onder meer:
- de (geo-)ruimtelijke open standaarden die zijn vastgesteld door het Open Geospatial Consortium (OGC) en werken via BIND: bijvoorbeeld WMS, WFS en WCS.
- de standaarden voor de levering van kaarten, vector- en rastergegevens en bijbehorende metadata die worden bijgehouden door de ISO. Bijvoorbeeld ISO 19115, ISO 19119 en Dublin Core.
- standaarden rond bestandsformaten en technieken voor overdracht van gegevens over het internet door bijvoorbeeld het W3C- consortium, zoals GML. Ook voor SHP en CSV gelden dergelijke standaarden.
- standaarden rond catalog services, zoals CSW van het OGC.